# マルティン・ヴェリトス
マルティン・ヴェリトス（Martin Velits、1985年2月21日 - ）は、スロバキア、ブラチスラヴァ出身の自転車競技（ロードレース）選手。

## 経歴
同じくロードレース選手である、ペーター・ヴェリトスとは双子の関係。所属チームの遍歴もまた、2004年から2014年にペーターがBMC・レーシングに移籍するまで同一であり、2006年には南アフリカのコンチネンタルチーム「コニカミノルタ」からマルティンと揃ってツアー・オブ・ジャパンに出場した経験を持つ。
2004年
- スロバキア選手権 U23部門個人タイムトライアル(ITT) 優勝

2005年
- スロバキア選手権 U23部門個人ロードレース 優勝

2006年
- スロバキア選手権 U23部門個人ロードレース 優勝

2008年、ペーターとともに、チーム・ミルラムに移籍。
2010年、ペーターとともに、チーム・HTC - コロンビア（現 HTC - ハイ・ロード）に移籍。
- スロバキア選手権 ITT 優勝
- ブエルタ・ア・エスパーニャ チームタイムトライアル勝利。